# Sveta Trojica (gmina Bloke)
Sveta Trojica – wieś w Słowenii, w gminie Bloke. W 2018 roku liczyła 5 mieszkańców.